# Cágado-diamante
O cágado-diamante (Malaclemys terrapin), é uma espécie de cágado nativa do leste e do sul dos Estados Unidos e das Bermudas. É uma das tartarugas com maior distribuição geográfica da América do Norte, com presença indo do sul, nas Florida Keys, até o norte, em Cabo Cod.
O nome terrapin tem origem algoquina e significa "pequena tartaruga", e era utilizado para se referir apenas a essa espécie, porém seu uso foi estendido para outras tartarugas pequenas que habitam ambientes de água salobra, como mangues.

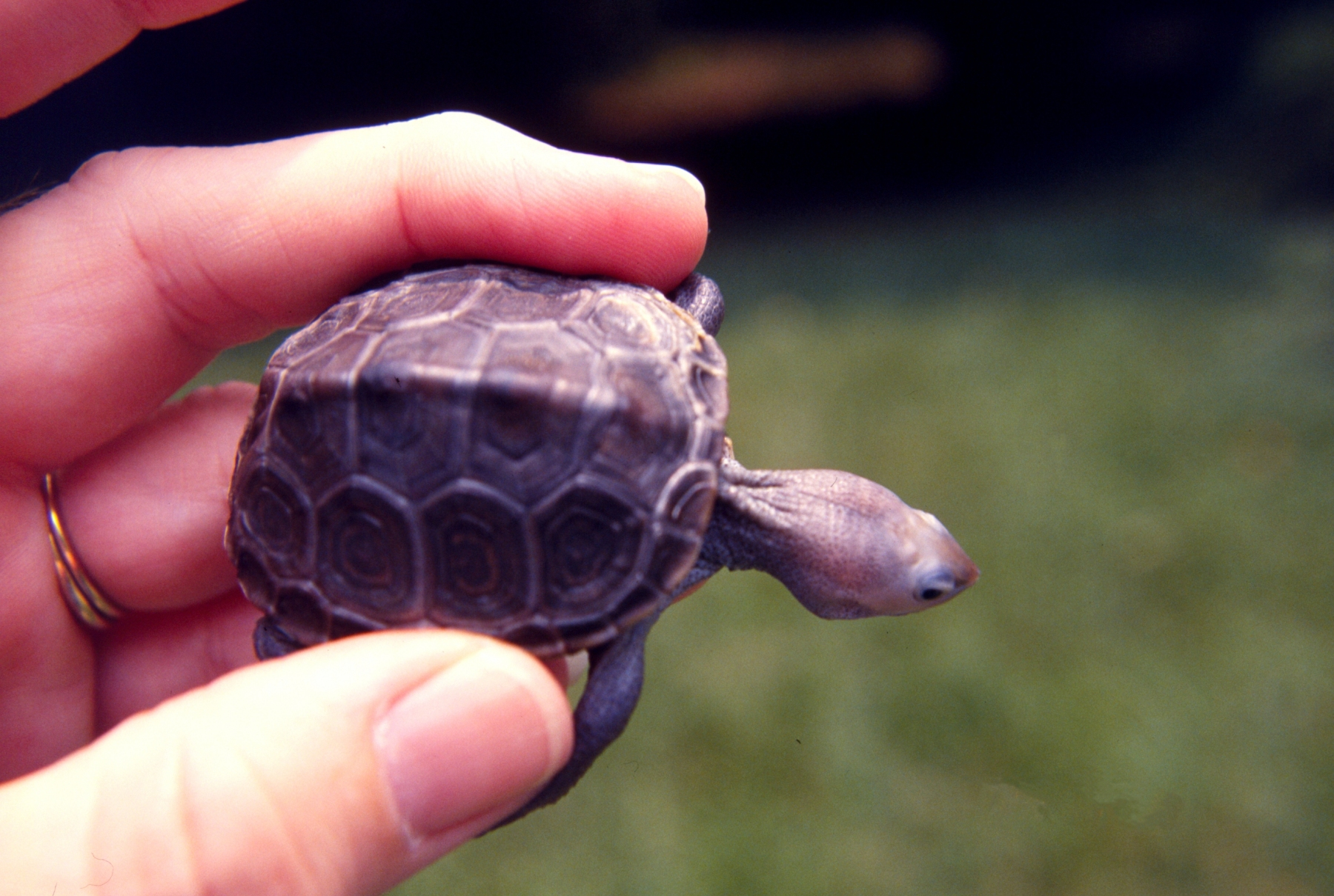
Juvenil de cágado-diamante

## Características
O nome da espécie se refere ao padrão protuberante que lembram a forma de diamantes em seu casco, no entanto, as cores e padrões variam dentro da espécie. O cágado-diamante apresenta dimorfismo sexual, sendo que o casco das femêas cresce consideravelmente maior que o dos machos.

## Distribuição e habitat
Cágados-diamante vivem na linha costeira do Atlântico e da Costa do Golfo, se estendendo de Cabo Cod, Massachusetts, até o sul da Flórida, e ao redor da Costa do Golfo até o Texas. Também há uma população presente nas Bermudas.

## Origem nas Bermudas
Um estudo feito em 2008 sugere que a espécie tenha colonizado a ilha das Bermudas através da corrente do Golfo, utilizando uma combinação de dados paleontólogicos (fósseis, radiometria e paleoambiental) e genéticos suportam a hipótese de que a chegada dos cágados na ilha é relativamente recente (entre 3000 a 400 anos atrás). Os dados genéticos sugerem que a população das Bermudas vieram das Carolinas, favorecendo a hipótese da colonização natural
Consequentemente, entre 1800 e 1920, cágados-diamante eram uma iguaria culinária bastante requisitada, portanto, a espécie foi transportada e cultivada em diversos locais para atender as demandas gastronômicas. Juntamente ao fato de que a grande maioria da herpetofauna das Bermudas foi introduzida, causa incerteza sobre a origem da espécie no local.

## Subespécies
O cágado-diamante possui sete subespécies reconhecidas:
- M. t. centrata (Latreille, 1801) – cágado-diamante-das-Carolinas[3]
- M. t. littoralis (Hay, 1904) – cágado-diamante-texano[3]
- M. t. macrospilota (Hay, 1904) – cágado-diamante-ornado[3]
- M. t. pileata (Wied, 1865) – cágado-diamante-Mississipi[3]
- M. t. rhizophorarum (Fowler, 1906) – cágado-diamante-do-mangue[3]
- M. t. tequesta (Schwartz, 1955) – cágado-diamante-da-Flórida-Leste[3]
- M. t. terrapin (Schoepff, 1793) – cágado-diamante-do-norte[3]

Os cágados das Bermudas apresentaram pouca diferenciação genética da população da Carolina, portanto não são considerados uma subespécie.